# السيل (يافع)

تعديل مصدري - تعديل

السيـل هي إحدى قرى عزلة لبعوس بمديرية يافع التابعة لمحافظة لحج، بلغ تعداد سكانها 140 نسمة حسب تعداد اليمن لعام 2004.